# Studentske organizacije u Srbiji
Studentske organizacije u Srbiji su formalne grupe studenata koje svoju oblast delovanja usmeravaju na fakultetski, univerzitetski ili nacionalni nivo. Primarni cilj ovakvog tipa organizacija je zaštita prava studenata.
Studentske organizacije i njeni članovi zastupaju interese svih studenata kako bi se unapredili uslovi studiranja, odnosno standard studenata. Često se delovanje ovih organizacija odnosi i na: unapređenje društvenog života studenata, organizovanje predavanja, seminara, konferencija i sličnih aktivnosti.

## Spisak studentskih organizacija u Srbiji
| Naziv organizacije                                                     | Adresa                            | Web stranica               |
| ---------------------------------------------------------------------- | --------------------------------- | -------------------------- |
| Studentska unija Srbije                                                | Kamenička 6                       | www.sus.org.rs             |
| Evropski studentski forum – AEGEE Beograd                              | Đušina 7                          | www.aegee-beograd.org      |
| AIESEC Srbija                                                          | Kamenička 6                       | www.aiesec.org.rs          |
| Udruženje studenata elektrotehnike Evrope – EESTEC LK Beograd          | Bulevar Kralja Aleksandra 73      | www.eestec.etf.rs          |
| Tempus kancelarija u Srbiji                                            | Knjeginje Zorke 77                | www.tempus.ac.rs           |
| Studentski centar Beograd                                              | Svetozara Markovića 56            | www.sc.rs/sc/index.php     |
| Savez studenata Beograda                                               | Balkanska 4/III                   | www.ssb.org.rs             |
| Zdravstveno potporno udruženje studenata Beograda                      | Balkanska 4/I                     | www.zpubeograd.com         |
| Fonis – Udruženje studenata informatike Fakulteta organizacionih nauka | Jove Ilića 154                    | www.fonis.rs               |
| Klub studenata Fakulteta Bezbednosti                                   | Gospodara Vučića 50               | www.baza.ksfb.rs           |
| Marketing radionica Ekonomskog fakulteta                               | Kamenička 6                       | www.marketing-workshop.org |
| Savez studenata Saobraćajnog fakulteta                                 | Vojvode Stepe 305                 | www.sfstudent.rs           |
| Studentski Parlament Elektrotehničkog fakulteta                        | Bulevar Kralja Aleksandra 73      | www.parlament.etf.bg.ac.rs |
| Studentska unija Poljoprivrednog fakulteta u Beogradu                  | Nemanjina 6                       | www.sspfbl.org             |
| Studentska unija Matematičkog fakulteta u Beogradu                     | Studentski Trg 16                 | www.matf.bg.ac.rs          |
| Studentska unija Ekonomskog fakulteta u Beogradu                       | Kamenička 6/II                    | www.suef.org.rs            |
| Univerzitetski sportski savez                                          | Balkanska 4/I                     | www.usss.org.rs            |
| Studentska unija Fakulteta političkih nauka                            | Jove Ilića 165                    | www.sufpn.co.cc            |
| Kancelarija za mlade                                                   | Kraljice Marije 1                 | www.kancelarijazamlade.rs  |
| Udruženje studenata geodezije Građevinskog fakulteta                   | Bulevar Kralja Aleksandra 73/316a | www.usg-grf.com            |
| Studentski kulturni centar                                             | Kralja Milana 48                  | www.skc.org.rs             |

| Naziv organizacije                                            | Adresa                    | Web stranica                   |
| ------------------------------------------------------------- | ------------------------- | ------------------------------ |
| Savez studenata Filozofskog fakulteta                         | Dr Zorana Đinđića 2       | www.ssffns.webs.com            |
| Volonterski centar Vojvodine                                  | Šafarikova 29             | www.volontiraj.rs              |
| Savez studenata Fakulteta tehničkih nauka                     | Trg Dositeja Obradovića 6 | www.ftn.uns.ac.rs              |
| Studentska unija Tehnološkog fakulteta                        | Bulevar cara Lazara 1     | www.tf.uns.ac.rs/sutf/sutf.php |
| Savez studenata Medicinskog fakulteta                         | Hajduk Veljkova 3         | www.medical.uns.ac.rs          |
| Studentska asocijacija Fakulteta sporta i fizičkog vaspitanja | Lovćenska 16              | www.fsfvns.rs/index.php        |
| Savez studenata Tehnološkog Fakulteta                         | Bulevar cara Lazara 1     | www.tf.uns.ac.rs/sotf.php      |
| Društvo mladih istraživača Branislav Bukurov                  | Trg Dositeja Obradovića 3 | www.branislav-bukurov.com      |
| Studentski centar Novi Sad                                    | Dr Sime Miloševića 4      | www.scns.rs                    |
| Savez studenata Pravnog fakulteta                             | Trg Dositeja Obradovića 1 | www.pf.uns.ac.rs               |

| Naziv organizacije                                          | Adresa                                | Web stranica    |
| ----------------------------------------------------------- | ------------------------------------- | --------------- |
| Savez studenata Univerziteta u Nišu                         | Šumatovačka bb                        |                 |
| Studentska asocijacija Nova Niš                             | Trg kralja Aleksandra Ujedinitelja 11 |                 |
| Studentski inovacioni centar Elektronskog fakulteta (SICEF) | Aleksandra Medvedeva 14               | www.sicef.info  |
| Savez Studenata Medicinskog fakulteta Niš                   | Bulevar dr Zorana Đinđića 81          |                 |
| Klub studenata Pravnog fakulteta Univerziteta u Nišu        | Trg Kralja Aleksandra 11              | www.kspf.org    |
| Univerzitetski sportski savez Niša                          | Šumatovačka b.b                       | www.ussn.org.rs |